# FR-0
FR-0 var en nolleffektssnabbreaktor belägen i Studsvik. Den gick kritisk första gången 11 februari 1964 och var i drift fram till 1971.
Bränslet i reaktorn bestod av uranbitar ingjutna i plast, inte olikt legobitar. Bitarna användes för att bygga upp bränsleelementen. Som reflektor i elementens topp och botten användes bitar av koppar. Systemet med bitar gav stor frihet att bygga bränsleelement med många olika geometriska konfigurationer.
Bränsleelementen placerades i två halvor av härden. Då härden var klar fördes härdhalvorna långsamt mot varandra tills kriticitet uppnåddes. Ett antal absorbatorstavar kunde föras in i härden för att åstadkomma ett snabbstopp, dessa stavar användes dock inte för normal styrning av reaktorn.
Uranbränslet var anrikat till 20 % och låg precis ovanför gränsen då kriticitet kan åstadkommas utan hjälp av någon moderator. Detta betyder att kriticitet åstadkoms enbart med hjälp av snabba neutroner och FR-0 var därmed den enda svenska snabbreaktorn hittills.
Det har funnits liknande reaktorer i USA och England.
FR-0-reaktorn är numera helt avvecklad och annan verksamhet finns i lokalerna.